# كنارو (تازيان)
کنارو (بالفارسية: کنارو) هي قرية تقع في إيران في قسم تازيان الريفي. يقدر عدد سكانها بـ 1,336 نسمة .